# Cymbium (gênero)
Cymbium (nomeadas, em inglês, volute -sing. e, em português, voluta -sing.; no passado colocadas em Voluta; com a denominação Cymbium significando címbio) é um gênero de moluscos gastrópodes marinhos predadores pertencente à família Volutidae. Foi classificado por Peter Friedrich Röding, em 1798, ao denominar Cymbium cucumis. Sua espécie-tipo é Cymbium cymbium; descrita como Voluta cymbium, por Carolus Linnaeus, em 1758. Suas espécies são encontradas entre a zona entremarés até os 100 metros de profundidade e sua distribuição geográfica abrange o leste tropical do oceano Atlântico, na África Ocidental, entre o golfo da Guiné até Portugal, Espanha e Mediterrâneo Ocidental (Cymbium olla e Cymbium fragile; FERRARIO), na Europa. Possui conchas de coloração discreta, arenosa, cilíndrico-ovaladas, de espiral baixa e protoconcha mamilar; por vezes destacada. Elas são dotadas de abertura ampla e fortes pregas na columela.

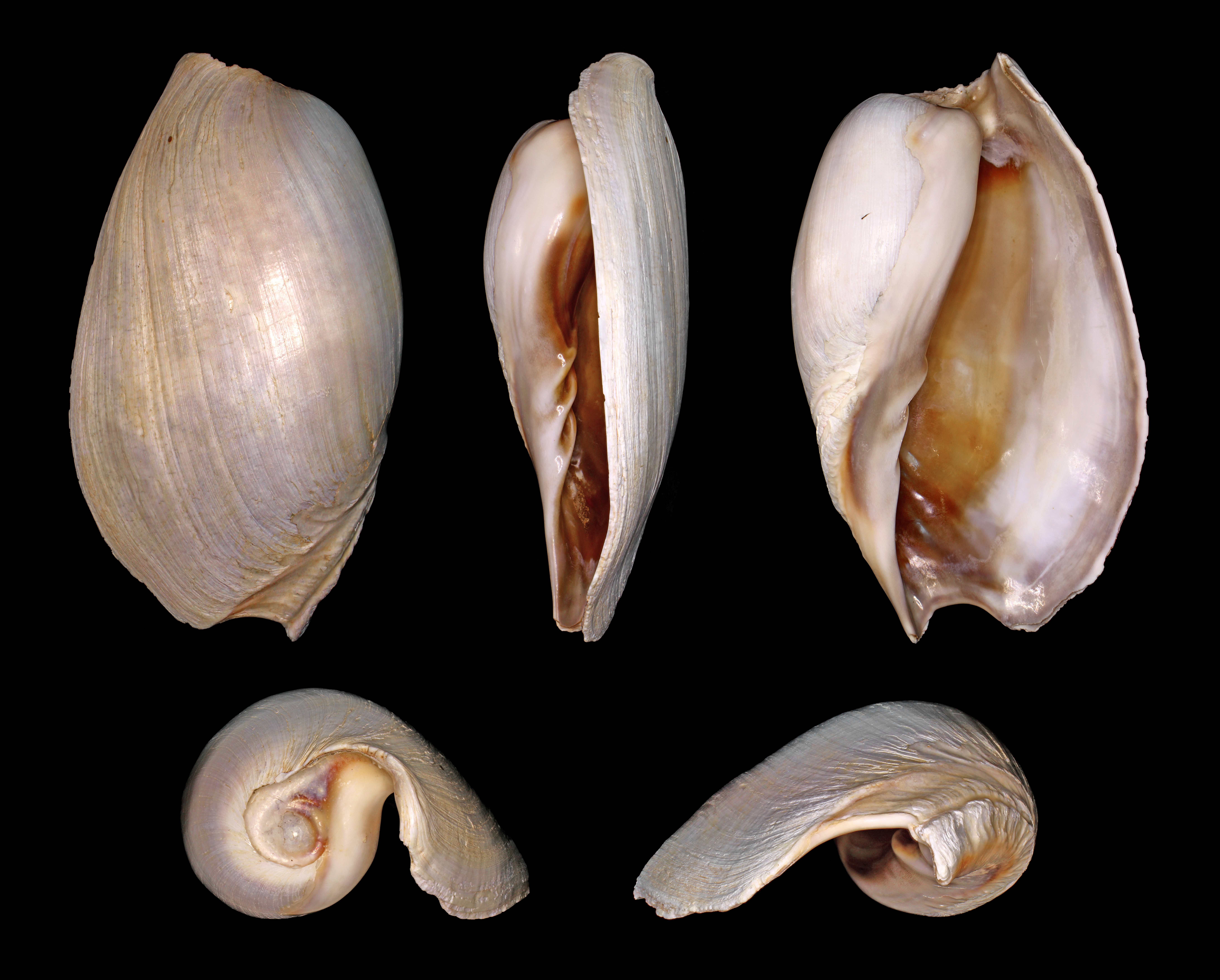
Cinco vistas da concha de Cymbium tritonis (Broderip, 1830).

## Espécies deCymbium

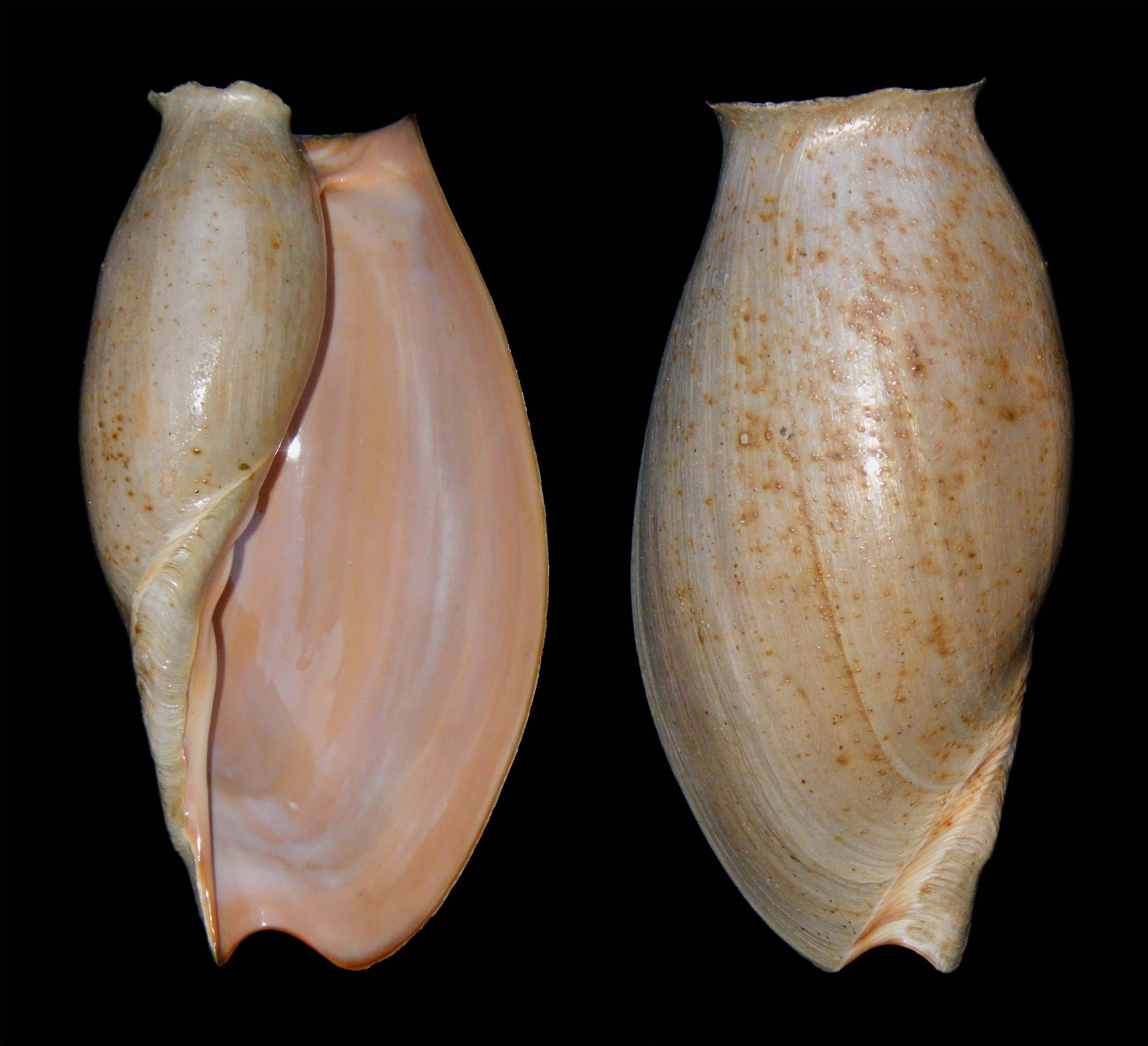
A espécie Cymbium glans (Gmelin, 1791) tem conchas que podem atingir os 27 centímetros e seu habitat fica na região oeste da África, entre o Senegal e o golfo da Guiné. Ela é conhecida por Elephant's Snout (focinho de elefante).

Cymbium coenyei Nolf, 2017
Cymbium cucumis Röding, 1798
Cymbium cymbium (Linnaeus, 1758) - Espécie-tipo
Cymbium fragile Fittkau & Stürmer, 1985
Cymbium glans (Gmelin, 1791)
Cymbium gracile (Broderip, 1830)
Cymbium marmoratum Link, 1807
Cymbium olla (Linnaeus, 1758)
Cymbium pachyus (Pallary, 1930)
Cymbium patulum (Broderip, 1830)
Cymbium pepo (Lightfoot, 1786)
Cymbium senegalensis Marche-Marchad, 1978
Cymbium souliei Marche-Marchad, 1974
Cymbium tritonis (Broderip, 1830)
- A espécie Cymbium glans (Gmelin, 1791) tem conchas que podem atingir os 27 centímetros e seu habitat fica na região oeste da África, entre o Senegal e o golfo da Guiné. Ela é conhecida por Elephant's Snout (focinho de elefante).[3]